# Tarte aux quetsches

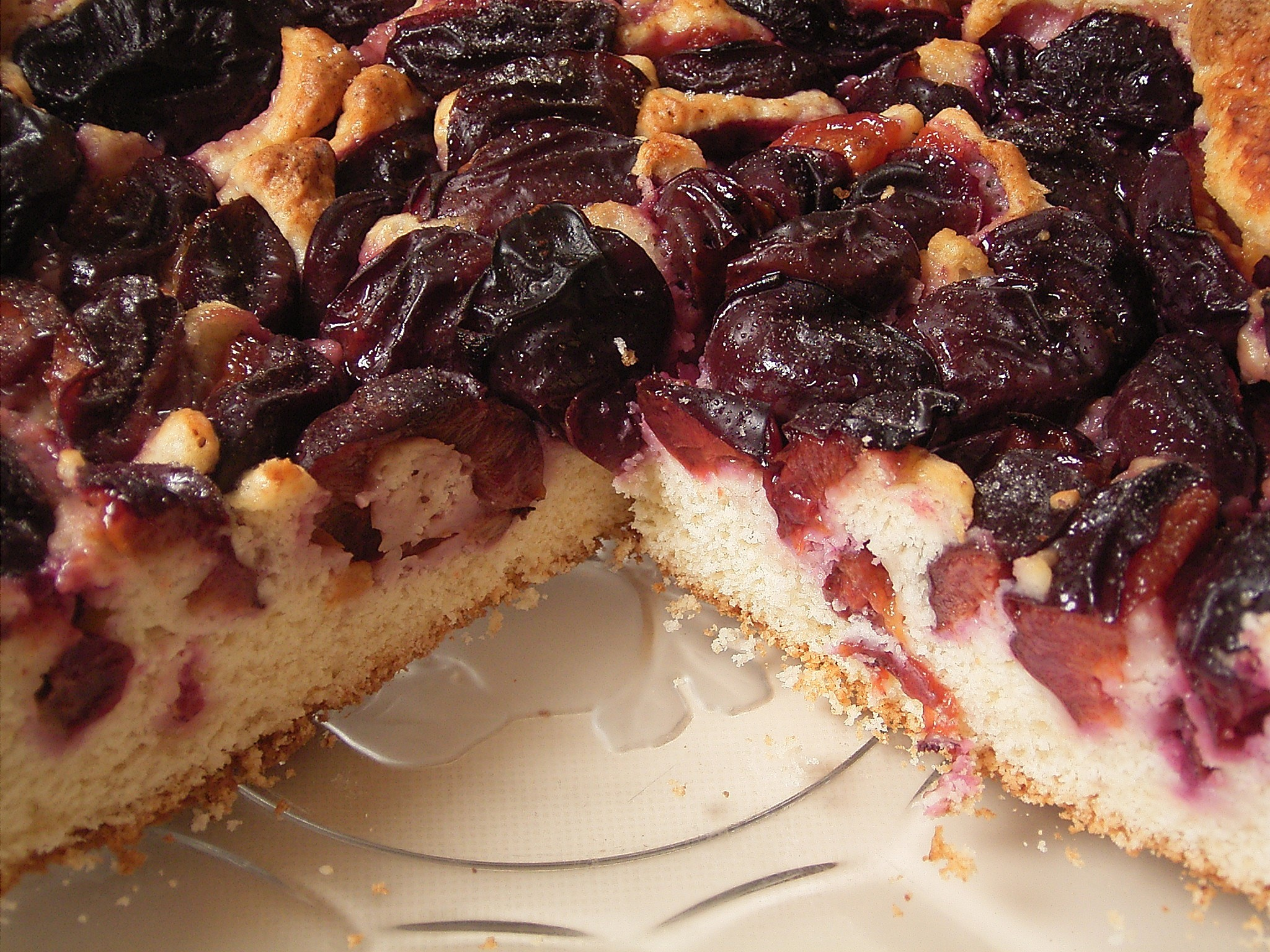
Une tarte aux quetsches

La tarte aux quetsches est une variété de tarte sucrée, garnie de quetsches dénoyautées et coupées en moitiés ou en quarts, puis cuite au four.
On peut également:
- Ajouter à mi-cuisson, le plus souvent en Alsace, un mélange de lait, œuf battu, et sucre ; c'est un flan appelé pepele en alsacien.
- Y broyer des biscuits type petit beurre ou spéculos et en mettre une couche sur le fond de pâte pour absorber le jus des fruits;
- Saupoudrer les fruits de sucre en poudre.

La tarte au quetsches est une pâtisserie servie en dessert, froide, tiède ou chaude.

## Spécialité régionale
- En France, elle est considérée comme spécialité alsacienne et Lorraine (Quetschekuche[1]/Quetschenfloos[2] en francique lorrain, et zwatchgawaya en alsacien du Haut-Rhin).
- En Suisse, elle prend le nom de tarte aux pruneaux ou de gâteau aux pruneaux et est notamment consommée lors du Jeûne fédéral et du Jeûne genevois.